# Masasteron piankai
Masasteron piankai là một loài nhện trong họ Zodariidae.
Loài này thuộc chi Masasteron. Masasteron piankai được Barbara C. Baehr miêu tả năm 2004.